# خبق رائع
خبق رائع (الاسم العلمي: Chara superba) هو نوع من الطحالب الخضراء يتبع جنس الكارا من فصيلة الكارية.